# Фуллертон, Фиона
Фиона Элизабет Фуллертон (англ. Fiona Elizabeth Fullerton; род. 10 октября 1956, Кадуна) ― британская актриса и певица, известная по роли девушки Бонда, шпионки КГБ Полы Ивановой в фильме «Вид на убийство».

## Биография
Фуллертон родилась в Унгван Сарки Кадуна в штате Кадуна, Нигерия в семье Бернарда и Памелы Фуллертон единственным ребенком в семье. Позднее она жила с родителями в Сингапуре, Германии и Соединенных Штатах. После еженедельных уроков балета в возрасте 9 лет она была принята в балетную школу Элмхерст в Кэмберли, графство Суррей.
Фуллертон дебютировала в кино в возрасте 12 лет в 1969 году в фильме «Беги дико, беги свободно». В возрасте 15 лет она сыграла главную роль в фильме «Алиса в Стране чудес». На телевидении Фуллертон играла в числе первых актеров в больничной драме Би-би-си «Ангелы» в 1975 году. Позже она появилась в таких сериалах, как «Очаровашка», «Держи мечту» и «Быть лучшей». В 1982 году она снялась на сцене Вест-Энда в роли Гвиневры в мюзикле «Камелот» вместе с Ричардом Харрисом.
В 1985 году она сыграла роль Полы Ивановой в фильме о Джеймсе Бонде «Вид на убийство». В 1986 году она появилась в телесериале «Шака Зулу».
У Фуллертон есть собственная компания по недвижимости, которая занимается продажей и покупкой квартир, в основном в Лондоне. Она также пишет серию колонок об инвестициях в недвижимость. Также является послом бренда для RatedPeople.com , сайта по благоустройству дома.
В 2013 году она приняла участие в шоу Strictly Come Dancing.

### Личная жизнь
В 1976 году Фуллертон вышла замуж за актера Саймона Маккоркиндейла в возрасте девятнадцати лет, но брак закончился разводом в 1981 году. Затем она провела тринадцать лет, живя и работая в Лондоне. Она познакомилась с Нилом Шекеллом, пара поженилась вскоре после знакомства в 1994 году, и сейчас живет в Котсуолдсе с сыном Джеймсом (от первого брака Шекелла) и их общей дочерью Люси (1995 г. р.).